# Zamask
Zamask je naselje u Republici Hrvatskoj, u sastavu Grada Pazina, Istarska županija. 

## Povijest
Spominje se od 1177. godine; nekad je posred naselja prolazila austrijsko - mletačka granica.

## Kultura
U sjevernom zidu crkve sv. Mihovila glagoljski natpis iz 1576. godine. 
Ispod Zamaska je crkva sv. Marije Magdalene sa zidnim slikama iz 1400. godine i glagoljskim grafitima. Iz mjesta se pruža pogled na Motovun i cijelu središnju Istru.

## Zemljopis
Pazin je južno. Vijugavom cestom prema sjeverozapadu dolazi se u Motovun. Sjeverno su Istarske toplice. Pet kilometara istočno je jezero Butoniga.
Aglomeracija desetak raštrkanih zaselaka, koji uključuju Čuf, Lužer, Pavletići, Rumini, Trloni, Petohlebi, Pisak, Pekasi, Toncinići i Korona naziva se Zamaski Dol.

## Stanovništvo
| broj stanovnika | 556   | 575   | 272   | 245   | 225   | 261   | 696   | 697   | 158   | 156   | 117   | 91    | 73    | 60    | 56    | 58    | 50    |
|                 | 1857. | 1869. | 1880. | 1890. | 1900. | 1910. | 1921. | 1931. | 1948. | 1953. | 1961. | 1971. | 1981. | 1991. | 2001. | 2011. | 2021. |

## Poznate osobe
- Marijan Pavletić, svećenik, urednik Istarske Danice